# Nazarovo, Krasnojarsk kraj
Den här artikeln behandlar Nazarovo, Krasnojarsk kraj. För andra betydelser, se: Nazarovo

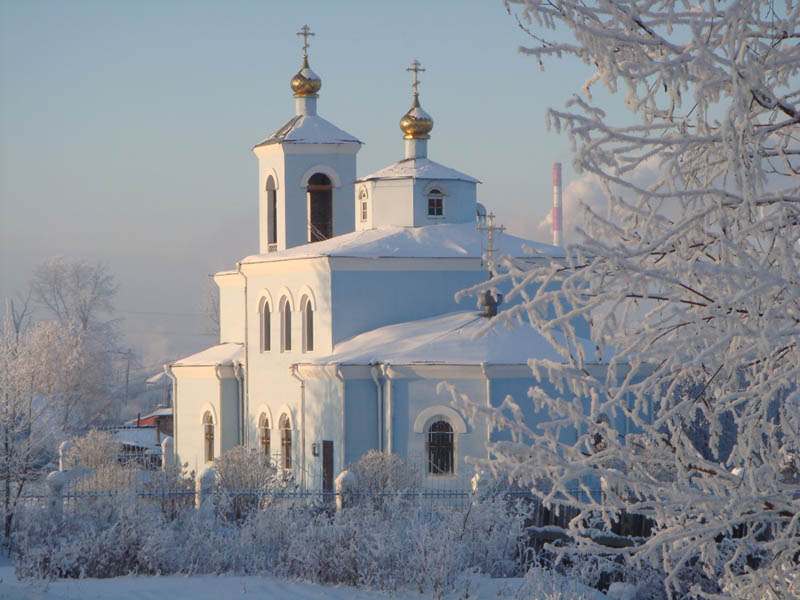
Kyrka i Nazarovo.

Nazarovo (ryska Наза́рово) är en stad i Krasnojarsk kraj i Ryssland och är belägen vid floden Tjulym i södra delen av krajet. Folkmängden uppgick till 51 069 invånare i början av 2015.

## Historia
Nazarovo grundades år 1700 av en kosack vid namn Nazary Patjukov och staden har fått sitt namn efter honom. 1925 byggdes en järnvägslinje genom staden och år 1961 fick Nazarovo stadsrättigheter.